# Horst Nickel (Politiker)
Horst Nickel (* 23. März 1918 in Elbing/Westpreußen; † 22. Januar 1987 in Lüneburg) war ein niedersächsischer Politiker (CDU) und Mitglied des Niedersächsischen Landtages.
Nickel besuchte von 1924 bis 1928 die Volksschule und wechselte anschließend bis 1937 an das Reformrealgymnasium (Heinrich-v.-Plauen-Schule). Hier legte er sein Abitur ab. Nach der Ableistung seines Arbeitsdienstes von Herbst 1937 bis 1939 besuchte er die Hochschule für Lehrerbildung in Elbing. Er legte die erste Lehrerprüfung ab und erhielt eine erste Schulstelle in Elbing. 1939 wurde er Soldat im Zweiten Weltkrieg und beendete 1945 die Teilnahme als Offizier. Nach Kriegsende wurde er Lederhilfsarbeiter und Holzarbeiter bis zu seiner Wiedereinstellung in den Schuldienst im Oktober 1946 in Lüneburg. Nickel wurde Rektor einer Volksschule (der „Heiligengeistschule“) in Lüneburg. Mehrere Jahre war er Personalratsvorsitzender der Lehrer in Lüneburg und Mitglied der Gewerkschaft Erziehung und Wissenschaft.
Am 17. Juli 1937 beantragte er die Aufnahme in die NSDAP und wurde rückwirkend zum 1. Mai desselben Jahres aufgenommen (Mitgliedsnummer 5.084.928). 
Nickel war seit 1945 Mitglied der CDU. Seit 1961 war er Ratsherr und zudem von 1964 bis 1972 Bürgermeister der Stadt Lüneburg. Er war Vorsitzender der CDU-Ratsfraktion und seit 1972 Beigeordneter. Von 1981 bis zu seinem Tod schließlich war er Oberbürgermeister von Lüneburg. Er wurde zum Mitglied des Niedersächsischen Landtages in der siebten bis neunten Wahlperiode vom 21. Juni 1970 bis 20. Juni 1982 gewählt und war hier Vorsitzender des Ausschusses für Jugend und Sport vom 16. September 1974 bis 20. Juni 1978.